# 无根状茎荸荠
无根状茎荸荠（学名：Heleocharis attenuata var. erhizomatosa）为莎草科荸荠属渐尖穗荸荠的变种。分布在中国大陆的福建、广西、湖南、浙江等地，生长于海拔300米至450米的地区，多生在溪水边或干了的烂泥地，目前尚未由人工引种栽培。